# Amanda Kurtović
Amanda Kurtović (ur. 25 lipca 1991 w Karlskronie w Szwecji), norweska piłkarka ręczna pochodzenia chorwackiego, reprezentantka kraju, grająca na pozycji prawej rozgrywającej. W drużynie narodowej zadebiutowała 26 marca 2011 roku. Obecnie występuje w rumuńskim CSM Bukareszt.

## Życie prywatne
Jej ojciec Mario Kurtović jest trenerem piłki ręcznej.

## Osiągnięcia reprezentacyjne

### Juniorskie
- Mistrzostwa Europy U19:
  -  2009

### Seniorskie
- Igrzyska Olimpijskie:
  -  2012
  -  2016
- Mistrzostwa Świata:
  -  2011, 2015
  -  2017
- Mistrzostwa Europy:
  -  2016

### Osiągnięcia klubowe
- Mistrzostwa Norwegii:
  -  2011, 2012, 2016, 2017
- Puchar Norwegii:
  -  2011, 2012, 2016, 2017
- Liga Mistrzyń:
  -  2011

## Nagrody indywidualne
- 2009 – najlepsza prawoskrzydłowa Mistrzostw Europy U19 (Węgry)